# Civil ulydighed
Civil ulydighed er et politisk virkemiddel som bruges til fredeligt at markere modstand mod specielt politiske sager ved at bryde visse love, krav og beordringer fra regeringer eller okkupationsmagter uden at gribe til fysisk vold og efterfølgende acceptere konsekvenser som blandt andet kan medføre straf i henhold til gældende love, landsforvisning (ikke i FN) og andet. 
Hvor der er en bred folkelig forståelse for emnet der kæmpes for, kan civil ulydighed blive til en egentlig politisk bevægelse, dette var tilfældet under den tyske besættelse af Danmark, da der udbrød generalstrejker i 1943 (Augustoprøret)  og 1944 (Folkestrejken (1944).

## Eksempler på civil ulydighed
- Mahatma Gandhi, som ikke brugte vold som et værktøj mod det britiske kolonistyre i tiden før Indiens selvstændighed i 1947
- Martin Luther King brugte metoden for at skabe bedre kår og borgerrettigheder, for Afro-amerikanere i USA indtil sin død i 1968.
- Fløjlsrevolutionen i Tjekkoslovakiet i 1989.
- Demonstrationerne på Den Himmelske Freds Plads i Beijing, Kina i 1989.
- Klaus Rifbjerg, Ebbe Kløvedal Reich, Niels Skousen, Charlotte Strandgaard og Jesper Jensen røg i 1970 hash på Kulturministeriets trappe i protest mod kulturministeriets lukning af et kunstnerisk tilholdssted for den mere radikale ungdom.[1]